# 艾因角
艾因角（阿拉伯語：رَأْس ٱلْعَيْن，羅馬化：Raʾs al-ʿAyn，羅馬化：Serê Kaniyê，羅馬化：Rēš Aynā）是敘利亞的城鎮，由哈塞克省負責管轄，位於該國東北部，距離首府哈塞克85公里，毗鄰與土耳其接壤的邊境，海拔高度360米，2010年人口24,242。